# Enzo Roggio
Enzo Maximiliano Roggio (Córdoba, provincia de Córdoba, Argentina, 13 de noviembre de 1996) es un futbolista argentino. Juega como delantero en Olimpo de Laborde.

## Trayectoria
Se formó en las divisiones inferiores de Talleres, pero sin lugar, se fue a Barrio Parque para jugar la Liga Cordobesa de Fútbol. Hizo 7 goles en la primera de ese equipo. A principios de 2016 llegó a Belgrano, donde se destacó en 4ª división y reserva. En 2017 hizo la pretemporada con el primer equipo pero terminó pasando a Ferro de Caballito en condición de jugador libre.

## Clubes
| Club                              | País      | Año             |
| --------------------------------- | --------- | --------------- |
| Barrio Parque                     | Argentina | 2015            |
| Belgrano                          | Argentina | 2016 - 2017     |
| Ferro Carril Oeste                | Argentina | 2017 - 2018     |
| Gimnasia y Tiro                   | Argentina | 2018 - 2019     |
| Atenas (RC)                       | Argentina | 2020 - 2021     |
| Atlético Olimpo Asociación Mutual | Argentina | 2022 - presente |